# Hélène de Habsbourg-Toscane
Titres
Princesse de Bohême, Hongrie et Toscane
30 octobre 1903 – 8 septembre 1924
(20 ans, 10 mois et 9 jours)
Duchesse de Wurtemberg
24 octobre 1923 – 8 septembre 1924
(10 mois et 15 jours)
Hélène de Habsbourg-Toscane, née le 30 octobre 1903 à Linz, Haute-Autriche en Autriche-Hongrie et morte le 8 septembre 1924 à Tübingen, Bade-Wurtemberg en République de Weimar, est une archiduchesse autrichienne, princesse de Bohême, de Hongrie et de Toscane depuis sa naissance et membre de la branche toscane de la maison de Habsbourg-Lorraine.
Elle est devenue, par son mariage en 1923 avec Philippe Albert de Wurtemberg, membre de la maison de Wurtemberg.

## Biographie
Hélène, née en 1903, est le second des quatre enfants de Pierre-Ferdinand de Habsbourg-Toscane (1874-1948) et de son épouse Marie-Christine de Bourbon-Siciles (1877-1947). Baptisée à Linz, quatre jours après sa naissance, son premier prénom rappelle notamment celui de Hélène, impératrice romaine.
Elle a deux frères et une sœur : Gottfried (1902-1984), Georg (1905-1952) et Rose-Marie (1906-1983).
Le 24 octobre 1923, elle épouse au château d'Altshausen Philippe Albert de Wurtemberg, duc de Wurtemberg, fils aîné d'Albrecht, duc de Wurtemberg et de son épouse l'archiduchesse Marguerite de Habsbourg-Lorraine.
Mère d'une fille, Marie Christine de Wurtemberg, Hélène meurt six jours après son accouchement, le 8 septembre 1924 à Tübingen.
Philippe Albert de Wurtemberg se remarie, en 1928, avec l'archiduchesse Rose-Marie de Habsbourg-Toscane, sœur cadette d'Hélène.

## Descendance
Hélène de Habsbourg-Toscane et Philippe Albert de Wurtemberg sont parents d'une fille unique :
- Marie Christine de Wurtemberg, née le 2 septembre 1924 à Tübingen, épouse le 23 septembre 1948, au château d'Altshausen, arrondissement de Ravensbourg, en Allemagne, Georg-Hartmann de Liechtenstein, né le 11 novembre 1911 au château de Gross-Ullersdorf, district de Šumperk, région d'Olomouc, Tchéquie et mort le 18 janvier 1998 à Vienne, en Autriche. Ils sont parents de sept enfants[5].

## Distinctions
Hélène de Habsbourg-Toscane est :
- Dame noble de l'ordre de la Croix étoilée, Autriche-Hongrie ;
- Dame de l'ordre de Sainte-Élisabeth (Royaume de Bavière) ;
- Dame d'honneur de l'ordre de Thérèse (Royaume de Bavière).